# MD Helicopters MH-6 Little Bird
MH-6 «Литтл Бёрд» (англ. MD Helicopters MH-6 Little Bird — «Маленькая птичка») по прозвищу «Убийственное яйцо» (англ. Killer Egg) — американский лёгкий многоцелевой вертолёт, предназначенный для выполнения разнородных специальных задач тактического уровня (легкий вертолёт наблюдения, вертолёт передового авиационного контроля, далекой авиационной поддержки, специального патрулирования, перевозки личного состава и транспортировки небольших военных грузов, а также для эвакуации раненых и инфильтрации/эксфильтрации операторов сил специальных операций).

## Характеристики

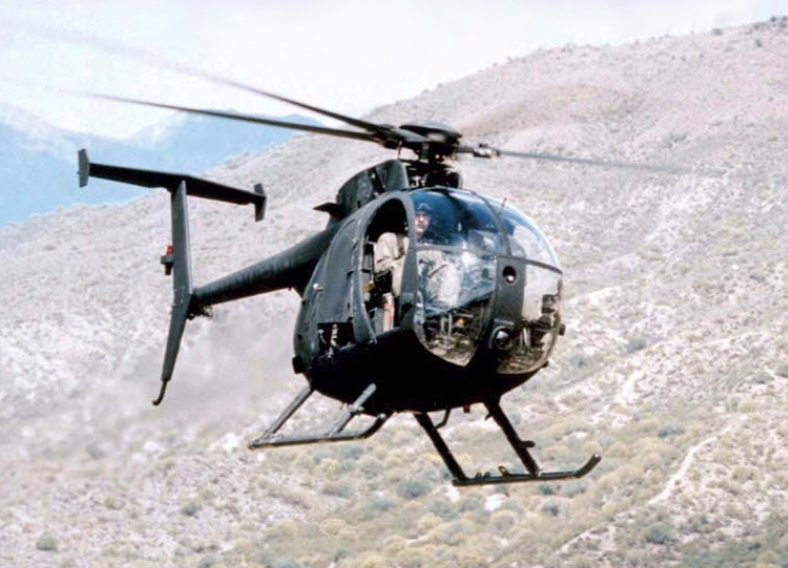

- Двигатель: 1 × газотурбинный T63-A-5A или T63-A-700
- Мощность: 425 л. с.
- Масса
  - Пустой: 722 кг
  - Максимальная взлётная: 1 406 кг
- Габариты
  - Диаметр несущего винта: 8,3 м
  - Длина с вращающимися винтами: 9,8 м
  - Длина фюзеляжа: 7,5 м
  - Ширина фюзеляжа: 1,4 м
  - Высота с вращающимися винтами: 3,0 м
- Экипаж: 2 чел.
- Пассажиров: до 6 чел.
- Грузоподъёмность: 684 кг
- Крейсерская скорость: 250 км/час
- Максимальная скорость: 282 км/час
- Радиус действия: 430 км
- Практический потолок:	5 700 м

## Варианты
- AH-6C — ударный вертолет сил специальных операций; модернизированная версия OH-6A, вооружена различным вооружением от ракет к пулемётам для непосредственной поддержки операторов ССО в месте проведения спецопераций.
- EH-6E — вертолёт радиоэлектронной борьбы сил специальных операций, а также версия вертолёта управления.
- MH-6E — улучшенная версия легкого ударного вертолёта для подразделений сил специальных операций армии США.
- AH-6F — вариант легкого ударного вертолёта для подразделений сил специальных операций армии.
- AH-6G — вариант легкого ударного вертолёта для подразделений сил специальных операций.
- MH-6H — многоцелевой вертолёт для выполнения разнородных задач ССО.
- AH/MH-6J — модифицированная версия вертолёта для подразделений ССО. Модернизированный двигатель, новейшая аппаратура инфракрасного наблюдения, GPS-оборудование/инерциальная навигационная система.
- AH/MH-6M — модифицированный вариант вертолёта MD 530 для подразделений ССО. В 2015 году все MH-6 должны быть модернизированы до стандартов MH-6M.
- A/MH-6X — беспилотная модель вертолёта AH/MH-6M для проведения специальных операций.

## Эксплуатация и производство
В феврале 2025 года стало известно, что производство разведывательно-ударного вертолёта AH-6i Little Bird прекращается после завершения сборки последних 8 машин по заказу Таиланда. Старший директор по развитию бизнеса вертолётных систем Boeing Марк Бэллью подтвердил, что сборочная линия Little Bird на предприятии компании в Меса (штат Аризона) будет закрыта. Причиной принятия такого решения, вероятно, является начавшееся масштабное сокращение затрат в Boeing. Компания в 2024 начала бороться с огромными издержками и финансовыми неудачами, особенно в её оборонном отделе.